# بافت پوششی ساده مکعبی
بافت پوششی ساده مکعبی (به انگلیسی: Simple cuboidal epithelium) بافتی است که دارای ضخامت یک سلول می‌باشد و هر سلول در تماس مستقیم با غشای پایه است. این بافت معمولاً در جایی پیدا می‌شود که نیاز به جذب یا فیلترینگ باشد. ضخامت سد بافت پوششی این پروسه را نظم می‌بخشد. به‌طور کل، بافت پوششی یا اپیتلیوم (به انگلیسی: Epithelium) بافتی است که از سلول‌های چندضلعی اجتماع یافته‌ای تشکیل شده‌است که پوشش سلولی سطوح خارجی و داخلی بدن از جمله پوست، دیوارهٔ رگ‌ها و حفره‌های کوچک را می‌پوشاند. بافت پوششی ساده مکعبی در سطوحی مانند تخمدانها، نفرون‌ها، قسمت‌هایی از چشم و غده تیروئید یافت می‌شود. جذب و دفع بسیاری از مواد توسط سلول‌های بافت‌های پوششی این سطوح صورت می‌گیرد.